# Грозин, Михаил Карпович
Михаил Карпович Грозин — советский хозяйственный, государственный и политический деятель, Герой Социалистического Труда.

## Биография
Родился в Качугском районе в 1908 году. Член ВКП(б).
С 1935 года — на хозяйственной, общественной и политической работе. В 1935—1974 гг. — геолог на Слюдянских бирюзовых рудниках, арестован по слюдянскому делу, освобождён, начальник планирования Мамского рудоуправления «Союзслюда», руководитель Мамско-Чуйской ордена Октябрьской Революции комплексной экспедиции Иркутского геологического управления, основоположник массового Всесоюзного движения «Геологический поход».
Указом Президиума Верховного Совета СССР от 20 апреля 1971 года присвоено звание Героя Социалистического Труда с вручением ордена Ленина и золотой медали «Серп и Молот».
Умер в 1987 году.